# جين واشنطن (لاعب كرة قدم أمريكية)
جين واشنطن (بالإنجليزية: Gene Washington)‏ هو لاعب كرة قدم أمريكية أمريكي، ولد في 14 يناير 1947 في توسكالوسا في الولايات المتحدة.

## وصلات خارجية
- جين واشنطن على موقع مرجع كرة القدم المحترفة.كوم (الإنجليزية)
- جين واشنطن على موقع IMDb (الإنجليزية)
- جين واشنطن على موقع قاعدة بيانات الفيلم (الإنجليزية)